# Конституция от година III
Конституция от година III (на френски: Constitution de l’an III) е френска републиканска конституция, приета през 1795 г., с която се установява Директорията. Съдържа като преабмюл Декларацията за правата на човека и гражданина. Според нея законодателната власт принадлежи на национално събрание с две камари. Първата камара е Съветът на петстотинте (на френски: Conseil des Cinq-Cents), който предлага законите и в него се избират само лица, навършили 30 години и с определен имуществен ценз. Втората камара е Съвет на старейшините (на френски: Conseil des Anciens), съставен от лица над 40 години с висок имуществен ценз и тя приема законите. Изборите и за двете камари са ежегодни, което се оказва неудачно с оглед на стабилността на законодателната власт. Изпълнителната власт е в ръцете на петима Директори, избирани от Съвета на старейшините, в резултат на което установеният политически режим става известен като Директория. Всяка година един от директорите подлежи на смяна, като с това строго разделение на властите и периодично обновяване на законодателните и изпълнителните органи авторите на Конституцията се стремят да избегнат еднолично управление.